# Хадалох II (Ахалолфинги)
Хадалох II (на немски: Chadaloh II, Chadalhoh, Chadalous, Chadelous, Kadalhoh, Chadolt; † сл. 31 юли 896) от стария род на Ахалолфингите е 890/891 - 894 г. граф в Аугстгау, 890 граф в Албгау, 891 в Ааргау в днешна Швейцария. Той е приближен на император Арнулф Каринтийски и пази Аугст- и Ааргау против крал Рудолф от Бургундия.

## Произход
Той е син на Хадалох I († 31 октомври 819), маркграф на Фриули, и брат на Бертхолд III († 29 юли сл. 826), граф в Източен Баар от 820 г.